# Volga Township (comté de Clayton, Iowa)
Volga Township est un township, du comté de Clayton en Iowa, aux États-Unis,.
Le township est nommé en référence à la rivière Volga River (Iowa) (en).

## Source de la traduction
- (en) Cet article est partiellement ou en totalité issu de l’article de Wikipédia en anglais intitulé « Volga Township, Clayton County, Iowa » (voir la liste des auteurs).